# Грабарь-Пассек, Мария Евгеньевна
Мари́я Евге́ньевна Граба́рь-Па́ссек (нем. Maria Grabar-Passek; 28 октября 1893, Дерпт — 23 декабря 1975) — советский филолог-классик и переводчик античной литературы, доктор филологических наук.

## Биография
Дочь ректора Юрьевского университета Евгения Пассека, племянница Александра Амфитеатрова, жена правоведа Владимира Грабаря.
Училась в Московском университете, заведовала (до 1956 года) кафедрой латинского языка в Московском государственном педагогическом институте иностранных языков. Училась у неё Аза Алибековна Тахо-Годи.
Перевела с древнегреческого стихи Феокрита, Мосха, Биона, Пиндара и других авторов. Автор книги «Античные сюжеты и формы в западноевропейской литературе» (1966), соавтор и ответственный редактор коллективной монографии «Античный роман» (1969). Докторская диссертация «Феокрит и его античные подражатели».
Занималась также лексикографией немецкого языка: соавтор вузовского «Справочника по грамматике немецкого языка» (1957) и др.
Кавалер ордена Трудового Красного Знамени (05.11.1945). Награждена за переводы документов для советских обвинителей на Нюрнбергском процессе.
Умерла в 1975 году. Похоронена на Ваганьковском кладбище (19 уч.).